# Haditha

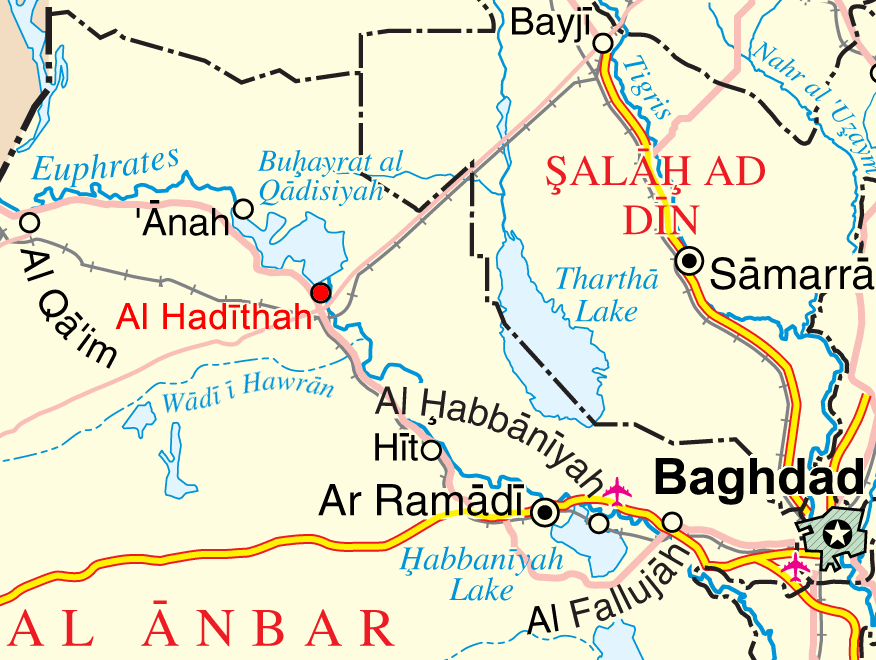
Lägeskarta.

Haditha (arabiska حديثة) är en stad i provinsen al-Anbar i västra Irak. Staden är belägen nära Hadithadammen vid floden Eufrat, cirka 130 kilometer nordväst om provinsens huvudstad al-Ramadi. Det distrikt som tillhör staden hade 87 219 invånare 2009, på en yta av 3 644 km².